# Ruggero Tita
Ruggero Tita (n. 20 martie 1992, Rovereto, Trentino-Tirolul de Sud, Italia) este un iahtman ce a reprezentat Italia, medaliat olimpic. A participat la 2 ediții ale Jocurilor Olimpice (2016, 2020) în care a câștigat o medalie de aur.